# أوقستو كوتينو
أوقستو كوتينو هو مهندس مدني وسياسي برازيلي، ولد في 22 أكتوبر 1962 في ريسيفي في البرازيل. نشط حزبياً في حزب الديمقراطيين ‏. وقد انتخب federal deputy of Pernambuco ‏ خلال فترته النيابية ‏ (1 فبراير 2019 – ) وانتخب عضو مجلس النواب البرازيلي ‏ خلال فترته النيابية ‏ وانتخب عضو مجلس النواب البرازيلي ‏ عن دائرة Pernambuco ‏ وقد انضم خلال فترته النيابية ‏ للكتلة البرلمانية Solidarity (Brazil) ‏.